# Ian Michael
Ian Michael, de vegades utilitzant el pseudònim Davd Serafín (Neath, West Glamorgan, Gal·les, 26 de maig de 1936 - Madrid, 24 de juliol de 2020) fou un historiador, medievalista, hispanista, catedràtic i novel·lista anglés establert a Espanya.
Membre corresponent de la Reial Acadèmia Espanyola pel Regne Unit des del 25 de juny del 2009, fou un hispanista i novel·lista, primer titular de la Càtedra Hispano-Britànica de doctorat Reina Victòria Eugènia de la Universitat Complutense de Madrid. Va desenvolupar una brillant trajectòria acadèmica a la Universitat de Manchester. També va ser catedràtic i cap de departament d'espanyol a la Universitat de Southampton, al Regne Unit, entre 1971 i 1982. En els anys 1977 i 1978 va realitzar investigacions a la biblioteca del Palau Reial de Madrid i en altres arxius espanyols. Va ser president de l'Associació d'Hispans de la Gran Bretanya i Irlanda durant entre els anys 1990 i 1992, i catedràtic emèrit de la càtedra Rei Alfons XIII, així com soci de l'Exeter College a la Universitat d'Oxford, on va completar la seva carrera entre 1982 i 2003, i es va jubilar, instal·lant-se a viure permanentment en un cèntric pis madrileny.
Les seves línies de recerca són, principalment, medievalistes. Ha escrit diversos llibres i articles sobre literatura medieval espanyola i la història del llibre espanyol. El 1979 va començar a publicar novel·les en anglès amb gran èxit, que ben aviat van anar apareixent en castellà, publicades per Grijalbo i traduïdes, la major part, per l'escriptor Antonio-Prometeo Moya. Fou autor de treballs de recerca sobre el Libro de buen amor i La Celestina, entre altres obres, va preparar, per a la col·lecció de Clásicos Castalia, una important edició crítica del Poema del Mio Cid (1980) i, a finals de 2006, ja retirat, publicà, amb Juan Carlos Bayo, una monumental edició crítica dels Milagros de Nuestra Señora de Gonzalo de Berceo.
Amb el pseudònim de "David Serafín" es va donar a conèixer de manera inesperada, el 1979, amb la publicació d'una novel·la del gènere negre anomenada Saturday of Glory i ubicada a la capital d'una Espanya efervescent durant la Setmana Santa de 1977, enmig de les tensions de la legalització del PCE i la imminència de les primeres eleccions democràtiques. El 1983 apareixerà l'edició en castellà Sábado de gloria. La seva segona novel·la, publicada en castellà aquest mateix any, El metro de Madrid, originalment Madrid Underground. Les seves novel·les ajuden a entendre la Transició espanyola i són una guia viatgera per la curiositat i el coneixement que tenia l'historiador i l'escriptor de la terra que el va acollir.

## Publicacions[2]
- Estado actual de los estudios sobre el Libro de Alexandre (1966)
- Gwyn Thomas (1977)
- The Teaching of English: From the Sixteenth Century to 1870 (1987)
- Misadventures in Surreality (2014)
- GEA Group: Doing Business in the Middle East (2015)
- Saturday of Glory (2013).